# Byczkowka (Baszkortostan)
Byczkowka (ros. Бычковка) – wieś (dieriewnia) w Rosji, w rejonie saławatskim Baszkortostanu. W 2010 liczyła 41 mieszkańców.